# Trhavice
Trhavice – wieś, część gminy Norberčany, położona w kraju ołomunieckim, w powiecie Ołomuniec, w Czechach.

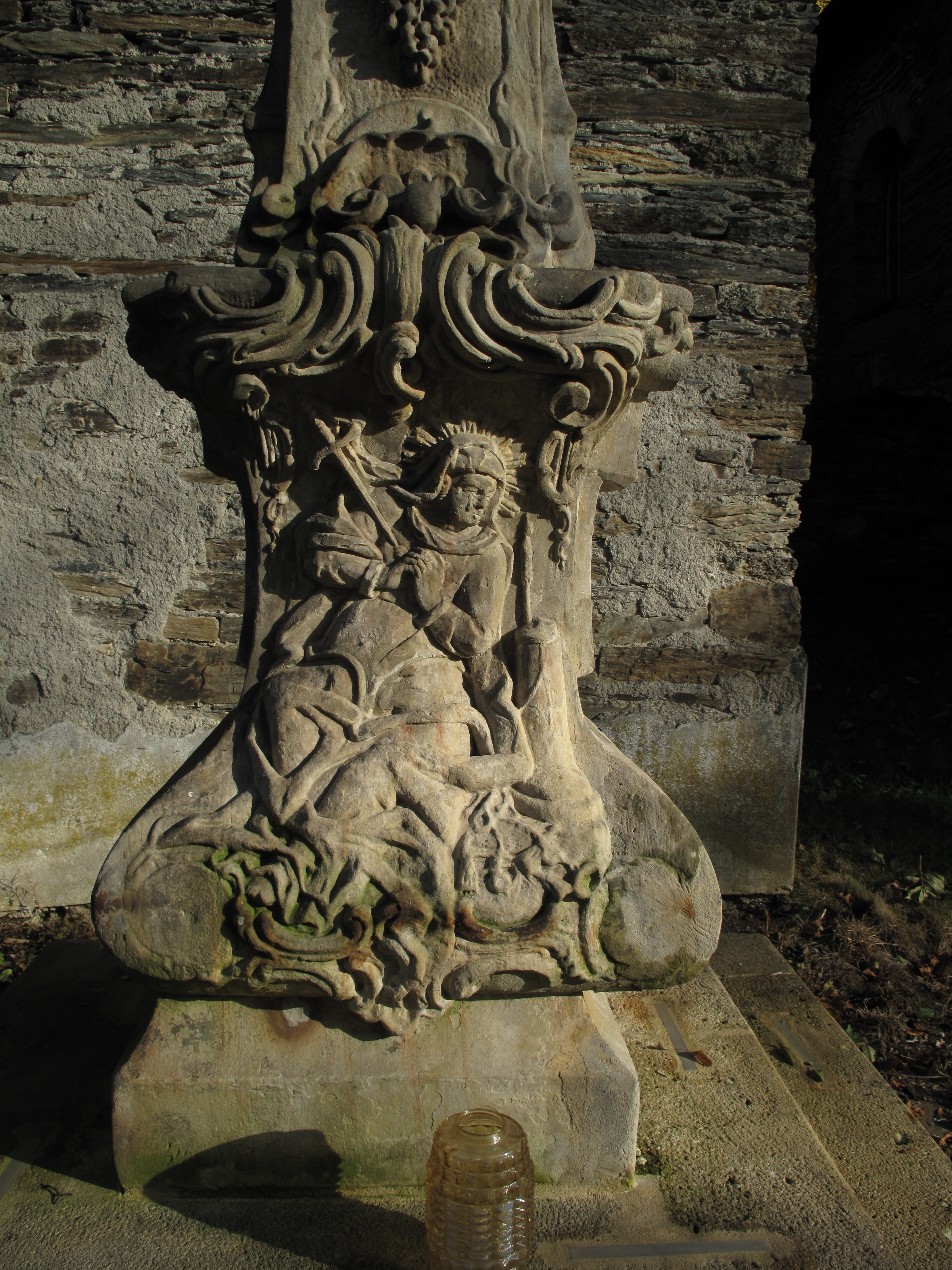
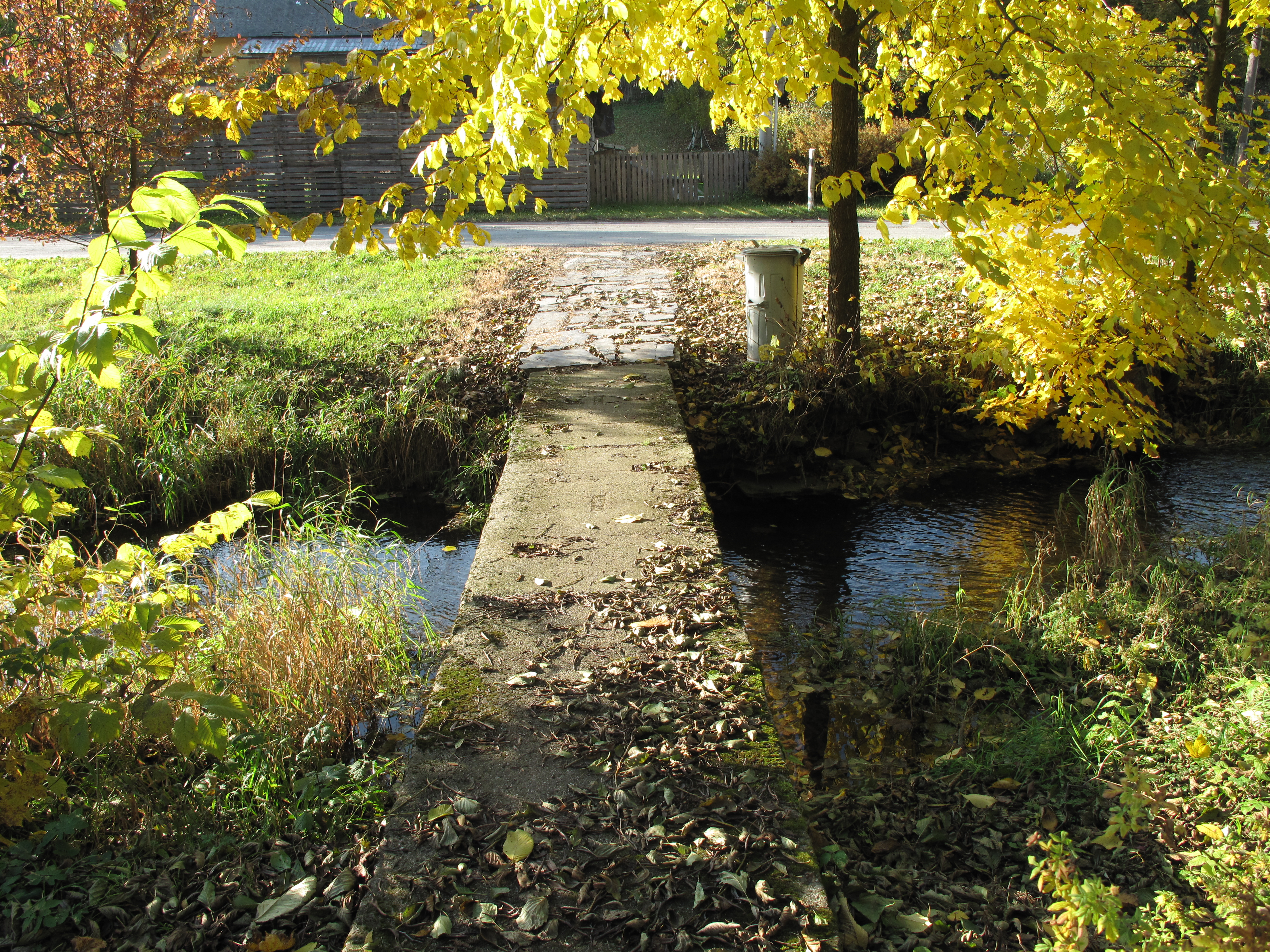
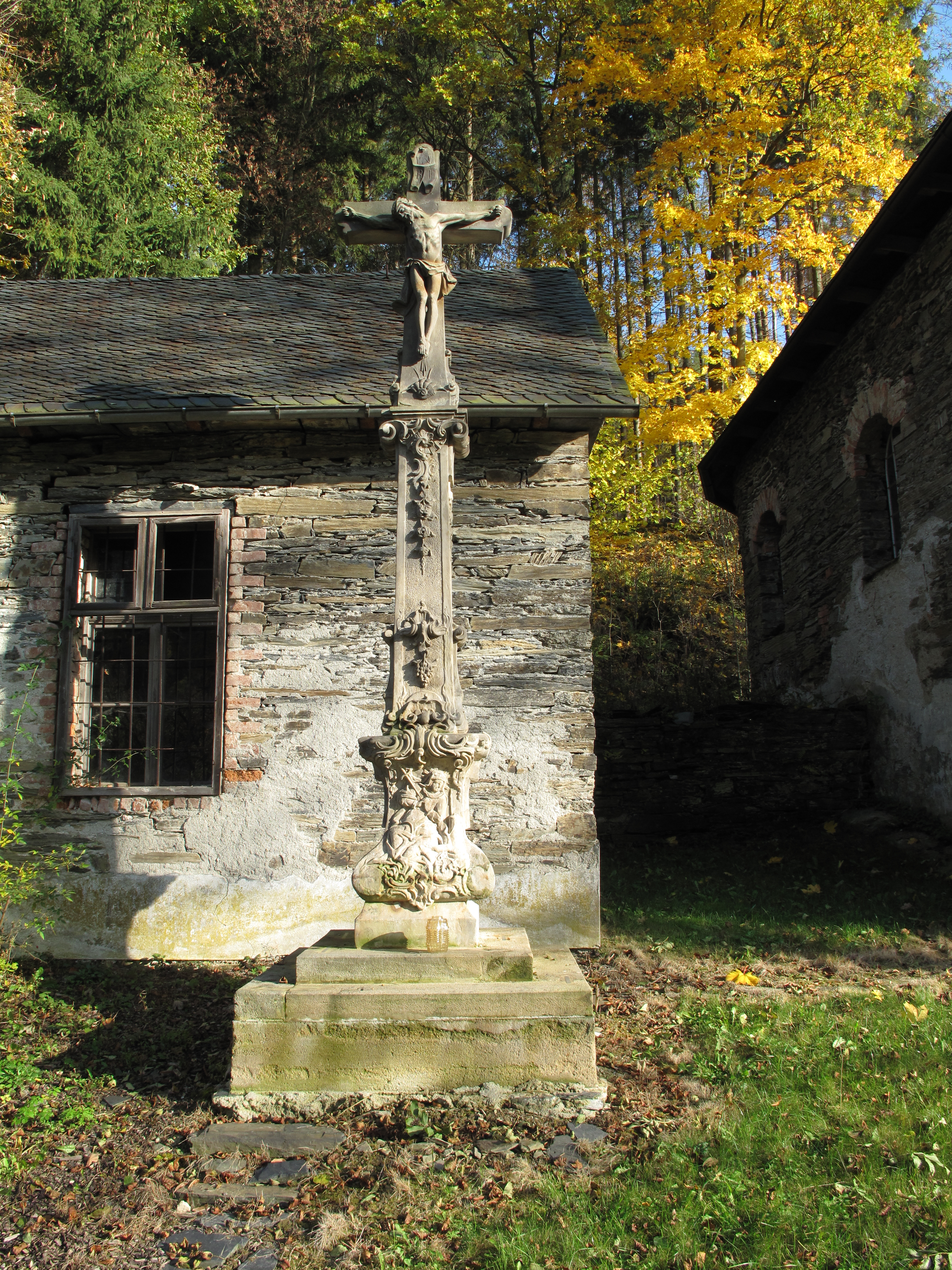
Krzyz